# Saülo Mercader
Pour les articles homonymes, voir Saulo.
Saülo Mercader est un peintre, sculpteur, essayiste espagnol, né le 13 septembre 1944 à San Vicente del Raspeig (Alicante) en Espagne et qui est établi à Paris depuis 1974. 
Outre la peinture et la sculpture, Saülo Mercader crée des œuvres dans le domaine de la gravure, le dessin, la céramique, la terre cuite, la lithographie et la tapisserie de haute lice. 
Son œuvre ne se rattache à aucune école et s’inspire des événements qui jalonnent sa vie et la société. L’artiste se pose à la fois comme témoin de son temps et aussi comme authentique chaman reliant l’Être humain à l’Univers d’où il est issu.

## Biographie
Saülo Mercader commence à modeler et dessiner dès l'âge de six ans. Il s'initie aux techniques de moulage dans les ateliers de « Fallas » à Alicante . Son apprentissage dans les ateliers du sculpteur Serrano lui permet de maîtriser toutes les étapes  de réalisation de sculptures en bronze : du moulage aux différents procédés de fonte du bronze . 
C'est en 1964 à Bilbao que sa carrière artistique décolle avec une série d'expositions collectives et individuelles qui le font connaître du grand public ; cette osmose exceptionnelle entre le public et l’artiste ainsi que l’ écho considérable  que connut ses œuvres dans la presse ne se démentiront pas pendant près de deux décennies. Disciple du sculpteur Lucarini, il travaille la pierre et le bronze et réalise une série de bustes remarqués ainsi que des portraits peints dont celui du Marquis de Lozoya. Une de ses peintures : Peras en primavera est acquise par le Musée des Beaux-Arts de Madrid. Le prix de la Fondation de La Vocation espagnole qui lui est décerné,, en 1972 couronne le mérite, le courage et sa vocation authentique dans la création artistique. La popularité de Saülo Mercader ne cesse de grandir. Il part pour Rome avec une bourse attribuée par l’entreprise catalane Castellblanch, ; c’est la redécouverte des grands créateurs qui ont guidé sa main dans sa jeunesse,  principalement  Raphaël, Leonardo da Vinci dont il se sent  frère en art. De retour d’Italie, il part en Scandinavie . Plus tard, il séjourne aux Pays-Bas quelques mois. Saülo Mercader perd son atelier, ravagé par des inondations sans précédent dans lesquelles ses œuvres sont souillées et ses livres, photos, lettres sont perdues,.
En 1974, le gouvernement français lui attribue une bourse qui lui permet de venir vivre et exercer son art à Paris. C'est un important tournant dans sa vie ;  il séjourne cinq ans  à la Cité internationale des arts où  il rencontre des artistes du monde entier :  musiciens, cinéastes, écrivains, artistes plasticiens, danseurs auprès de qui il élargit sa vision du monde et de l’Art. Les Salons d’Automne, de Mai, Contradiction, Outre-Couleur, celui des Artistes Français, celui de la Jeune Sculpture accueillent ses œuvres. Dans les ateliers de la Cité Internationale des Arts, il s’initie à la tapisserie de haute lice avec Jagoda Buic et Nora Music et côtoie le licier Marin Varbanov. Il est inscrit au cours de gravure de S.W.Hayter et suit régulièrement les cours de peinture de Matthey, chef d'atelier  à l'École Nationale Supérieure des Beaux-Arts de Paris. Son exposition à la Foire Internationale d'Art Contemporain en 1978 le révèle au public européen. C’est une période très foisonnante où il crée et voyage aussi beaucoup. 
En 1981, il obtient la bourse américaine Fulbright qui lui permet d'aller vivre, étudier et travailler à New York pendant près de deux ans. Résidant sur le campus de la Columbia University, il y fréquente les cours de lithographie des professeurs Maxwell et Mahoney, travaille la céramique avec Panay Reyes et, durant les cours de peinture du professeur Schorr , il s’isole et réalise une série de toiles grand format sur le football américain dont les expositions sont remarquées par la presse qui le fait découvrir au public new-yorkais,,,,,,. De même, il prépare une série de cinq toiles de grand format sur le thème de l’Arbre qui  sera présentée à la Biennale d’Alexandrie.Il obtient le diplôme de Master of Art and Education au Teachers' College de la Columbia University. Il rencontre Niki de Saint Phalle, Roy Lichtenstein, Andy Warhol : années prolifiques décrites dans  ses carnets de notes illustrés et ses œuvres graphiques. 
De retour à Paris, il obtient son doctorat d'art plastiques « cum laude » de l'Université de Paris VIII en 1986. Il rencontre Tapies, Semprun et Camilo José Cela. Outre  des expositions régulières en la capitale, il voyage beaucoup en Europe, régulièrement en Espagne et fait la connaissance de Francis Bacon à Madrid. La Grèce et particulièrement  la Crète et sa mythologie lui ont inspiré une fresque (720 x 420cm) :  « L’Attente du Minotaure » actuellement chez des collectionneurs athéniens. Durant son séjour dans l’île de Naxos  dans les Cyclades, il exécute une série de dessins inspirés de l’Art Cycladique. 
En Turquie et à Chypre, la rencontre avec l’Orient et ses cultures, son art, ses traditions sont autant de sources d’inspiration féconde . Il expose à Istanbul à la Biennale des Arts, à Bodrum, à Nicosie où les rencontres avec des artistes turcs et chypriotes comme Aylin Orek, Habib Gerez, Feti Arda ,lui ouvrent une grande richesse de création,,. En Allemagne, sa palette s’enrichit de couleurs et de formes audacieuses à Berlin, Düsseldorf , Cologne ; Bruxelles, Ostende et ses paysages brumeux ; Amsterdam  lui dévoile les trésors  du Rijksmuseum et les autoportraits de Van Gogh et Utrecht ses canaux si romantiques : une mine de rêves éveillés pour Saülo Mercader qui peint, sculpte, dessine, écrit ce qu’il vit, ce qu’il voit  et ses fécondes rencontres avec de nombreux artistes  de disciplines différentes. Il rencontre à Paris  Pierre Alechinski et Valerio Adami . 
La ville de Figeac reçoit la série des minotaures  à deux reprises en 1995 avec« Les Hurlements du Taureau » et en l’an 2000, expositions très remarquées : en 2000, Saülo Mercader  réalise au sein même de la galerie  une grande toile : « La Bacchanale des Minotaures », une de ses œuvres majeures,. Elle est exposée parmi la série des minotaures à Guadalajara au Palais de l’Infantado, près de Madrid ainsi qu’à Alicante. 
Soucieux de la transmission des savoirs auprès des jeunes, il participe au programme « L’Art à L’Ecole » par des expositions itinérantes  et des interventions ponctuelles dans les classes parrainées par le Ministère de la Jeunesse et des Sports.
Saülo Mercader voyage régulièrement en Espagne et son exposition « El Euro y los Minotauros » ( 2002-2003 ) à la Lonja del Pescado d’Alicante, est parrainée par la Mairie d’Alicante et le Consortium des Musées de la generalitat de Valencia, Espagne,,. Il ne néglige pas pour autant les expositions en province française. Son exposition: « Les Hologénies de l'Etron » à l'Institut Culturel Cervantes de Toulouse surprend par la singularité du sujet,. Quelques années plus tard, il représente les artistes espagnols de Paris durant la visite d'état du roi Juan Carlos à qui il est présenté lors d'une réception à l'Ambassade d'Espagne. En 2012, il est invité par l’ambassade de France à Astana au Kazakhstan pour y exposer ses œuvres  dans le cadre de la Fête nationale du 14 Juillet,,. La presse et la télévision parlent abondamment de son exposition,,. Son séjour au Kazakhstan  puis  en Ouzbékistan sont  pour lui une révélation : les pétroglyphes de Tangaly, l’atelier du sculpteur Edouard Kazarian à Almaty,  l’architecture mongole des monuments, l’Art et l’Histoire d’Asie Centrale sont des sources d’inspiration  qu’il exploite avec boulimie.  Il se rend régulièrement en Espagne pour y réaliser des commandes publiques, des bustes en pierre ou en bronze, des portraits peints et pour y exposer ses œuvres. Il a exceptionnellement participé aux Fallas d’Alicante en 2007 avec un taureau fait de matériaux composites dans la pure traduction des ninots: clin d’œil à ses années d’apprentissage durant sa toute jeunesse où il a appris les techniques de construction d’armatures pour les monuments des Fallas.

### Distinctions
Saülo Mercader est lauréat de la Fondation de la Vocation (Barcelone Espagne), boursier du Ministère de la Culture français, Commandeur dans l’Ordre des Arts et des Lettres ,Ministère de la Culture Français - La Ville de Paris lui décerne la Médaille de Vermeil.

## Œuvres

### Peintures
La période catalane est jalonnée de peintures aux paysages tourmentés, symboliques : clés, têtes de loup, candélabres, crépuscules, des portraits et autoportraits . A Paris, il peint ce qu’il nomme une série verte avec principalement des personnages, maternités, et des contes picturaux d’une grande poésie.  Plus tard, les scènes de tauromachie et la série des minotaures sont autant de sujets pour dénoncer entre autres la censure, les injustices, la solitude, la guerre. Il crée une toile de grande dimension :  La Bacchanale des Minotaures exposée à Figeac avec le soutien de la DRAC (Direction Régionale d’Art Contemporain) de la région Midi-Pyrénées, du Conseil Régional du Lot et du haut patronage de l'ambassade d'Espagne,. À New-York sa palette s’enrichit de scènes et de personnages de la vie américaine  avec le football, les Natifs Américains, paysages urbains.  Les thèmes du couple et des maternités sont récurrents . Inspiré par l’art des Aborigènes d’Australie, il crée une série de 70 toiles sur le thème de l’Eau, de la Terre et des symboles de la mythologie du Temps du Rêve. Chaque voyage est source d’inspiration et de productions d’œuvres. 

### Sculptures
Saülo Mercader ne néglige aucun matériau que ce soit la terre cuite, la céramique, la pierre, le bronze. Il réalise une commande pour la Ville de San Vicente del Raspeig (Alicante Espagne) : Dona Lluna est une sculpture de 5m50 de hauteur en bronze entourée de 12 marbres bruts peints, calendrier lunaire autour de la sculpture au centre d’un rond-point. L’ensemble est un hommage à la Femme, unique réalisation laïque connue en Europe,,.

### Tapisseries
Il tisse la série des tapisseries de haute lice dites sacrées parmi les plus remarquables, citons :  « Anamnèse », «  la Fatijah »  et celle en relief de grande dimension «  Rotor III » s’inspirant des volumes de la sculpture et aussi des structures en relief des créations textiles de Sheila Hicks. Il mêle des matériaux aussi divers que des tubes en plastique, des bouchons, de la toile, de la mousse, tissés et imbriqués dans des fils de laine et de coton. 

### Principales expositions  et collections.
Les œuvres de Saülo Mercader ont été exposées à la FIAC 1978 à Paris (Foire Internationale d’Art Contemporain) , dans les principaux salons de Paris (Mai / Automne /Ecole Française/ Comparaisons/ Jeune Sculpture / Figuration critique/ Outre-Couleur/ Artistes Français / Festival d’art sacré de Tournus / Bordeaux-Mérignac / Clermont-Ferrand) . Elles sont exposées régulièrement en Espagne (dont les très remarquées expositions à Guadalajara et à Alicante, et en France et ont représenté la France et aussi l’Espagne dans les Biennales Internationales de Genève, d’Alexandrie, de Valparaiso, au festival d’Istanbul, au Kazakhstan pour la fête Nationale du 14 juillet  ainsi que dans  plus d’une centaine d’expositions personnelles  et collectives dans le monde . 
Les œuvres de Saülo Mercader sont présentes dans de nombreuses collections privées et publiques dans le monde dont le musée d'Art contemporain de Madrid qui achète la toile « Peras en Primavera » , la Bibliothèque nationale de France, site Richelieu de Paris(estampes) avec l’acquisition de la gravure : « le Poète ». Le Teachers’ College  de la Columbia University de New-York acquiert la toile « Les Huit Profils » ; œuvres au Musée d’Art et d’Archéologie de Bodrum (Turquie),  au Musée d’État Turc avec la toile : « L’Equilibre de l’Esprit ». Achat par la Mairie de la Ville de Tarragone et celle de Guadalajara (Espagne). La fresque monumentale « L’Attente du Minotaure » fait partie de la collection Tzovaridis à Athènes.

## Publications

### Livres de l'artiste
- 1993 : « Art, Matière, Énergie » aux éditions Imago- PUF- France

- 2000 : Les Chants de l'Ombre aux éditions Imago-PUF-France

- 2010 : Extrate-Art, Vision de lo invisible. Livre uniquement en castillan, vision personnelle de l'artiste sur la Création artistique ; il expose sa croyance en une osmose entre l’Univers et l’Etre humain et nous fait voyager dans des mondes aux frontières invisibles où l’artiste devient chaman[52],[53]. La version française de ce livre sera publiée un peu plus tard, préfacée par l’historien Bartolomé Bennassar. Le livre a été imprimé en tirage limité et en deux couvertures différentes. (ISBN 978-84-614-0908-2)
- Ses témoignages sur la période franquiste en Espagne ont été édités dans des ouvrages en français et en espagnol : Traumas-ninos de la Guerra y del exilio  et  Enfants de la Mémoire,( Edition de l’Association Memoria Historica y democratica del Baix Llobregat, Espagne).